# Zytek

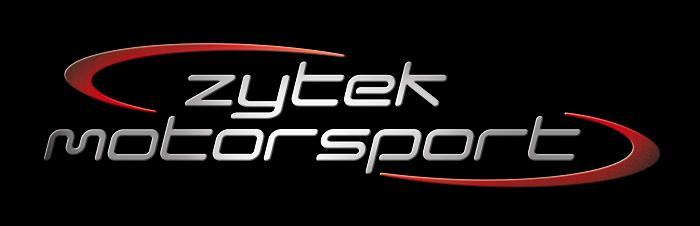
Logo

Zytek is een Brits bedrijf in de automobiel-industrie, opgericht in 1981. Het bedrijf heeft twee onderdelen, Zytek Automotive, dat is gevestigd in Fradley, Staffordshire en Zytek Engineering, in Repton, Derbyshire.

## Zytek Automotive
Zytek Automotive is gespecialiseerd in het ontwikkelen van motoren en aandrijfsystemen voor auto's. Tegenwoordig richt het bedrijf zich voornamelijk op het ontwikkelen van elektrische en hybride motoren. Een belangrijke technologie die mede is ontwikkeld door Zytek is het KERS-systeem.

## Zytek Motorsport
Zytek Motorsport is de tak van het bedrijf die zich bezighoudt met de racerij. Het team ontwikkelde in het verleden motoren voor vele uiteenlopende raceklasses, waaronder de Formule 3000. Tegenwoordig bouwt het team ook eigen raceauto's die voornamelijk in de Le Mans Series actief zijn. Ook hierbij past Zytek de hybride-technologie toe.

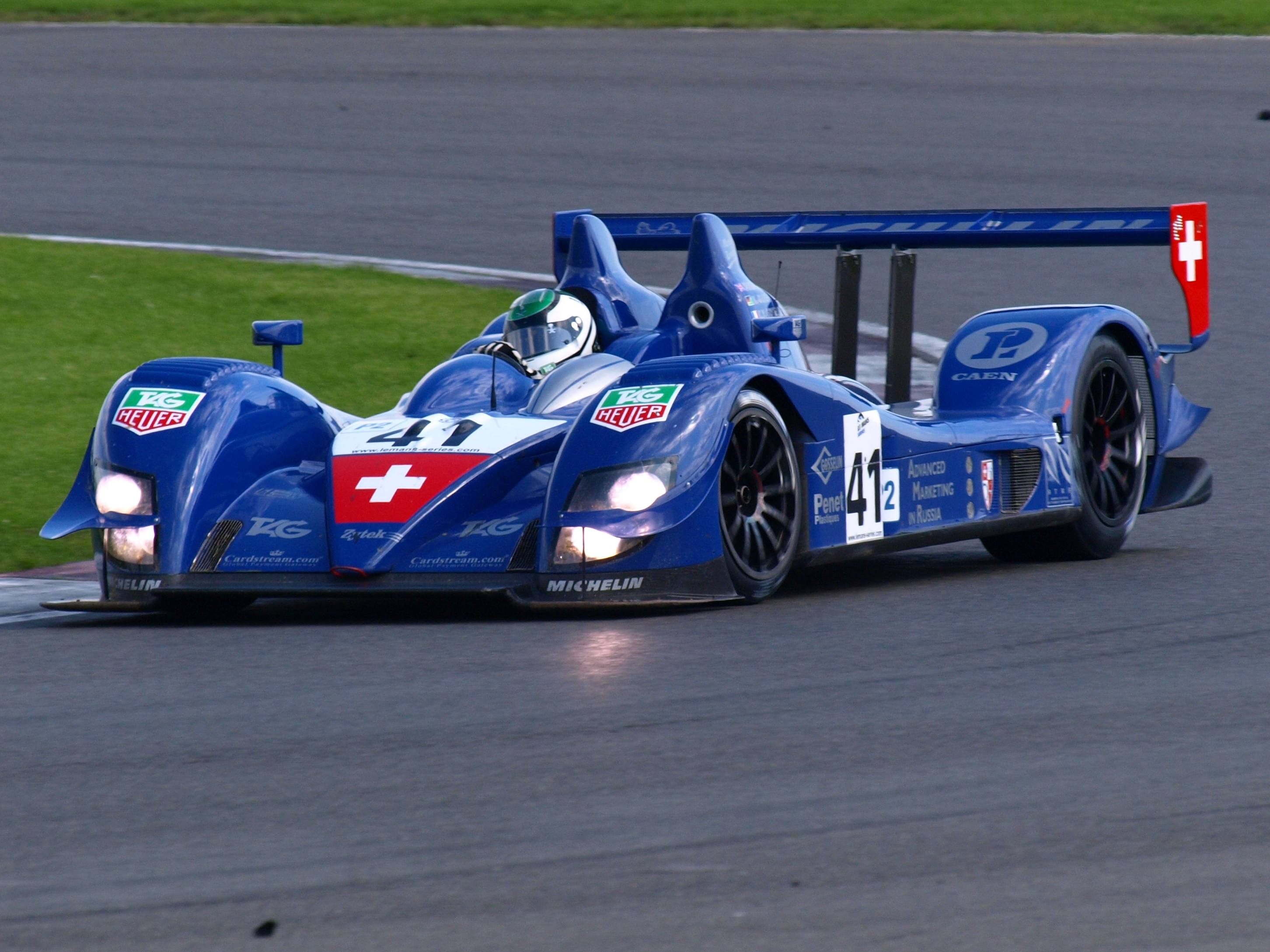
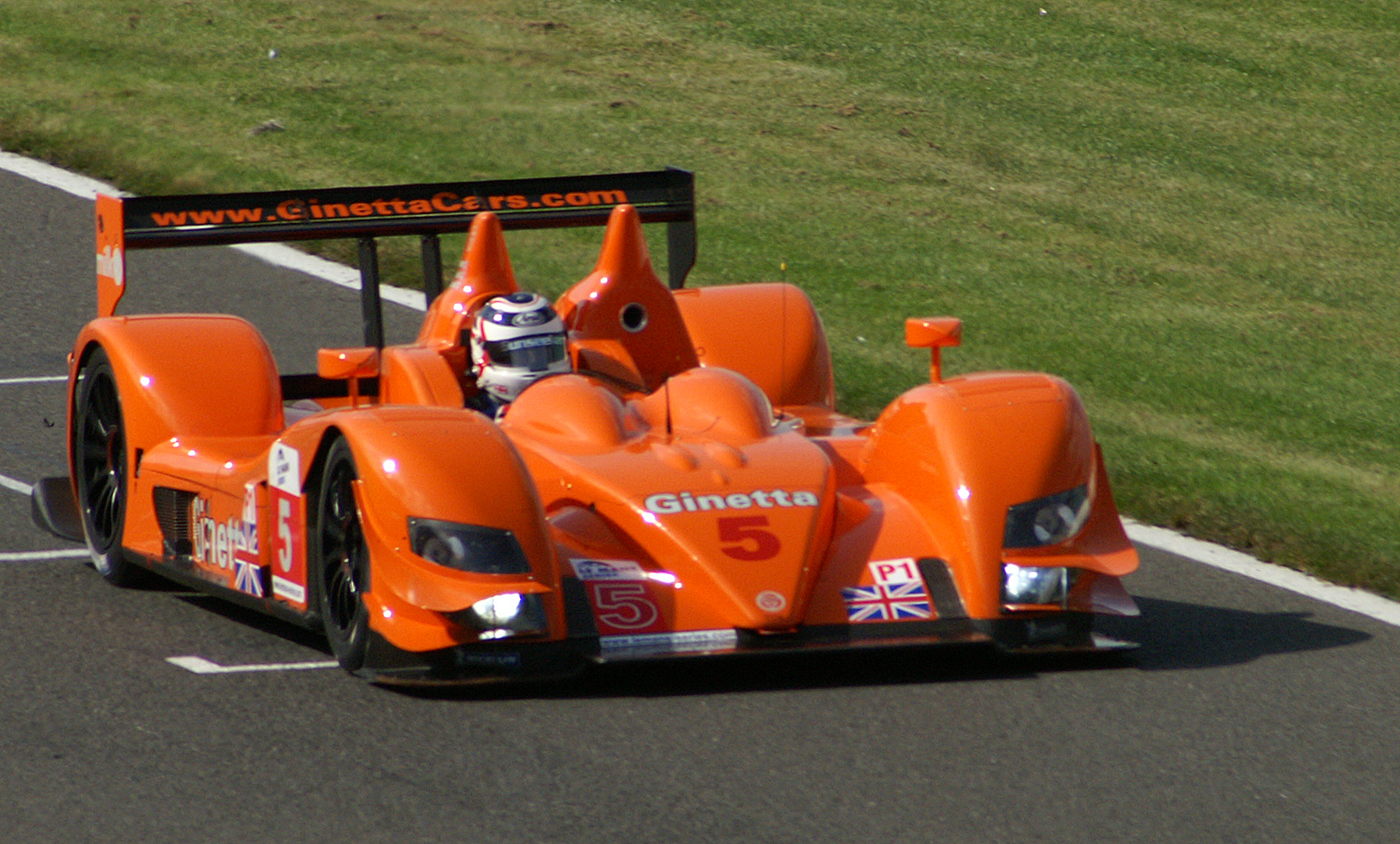